# The Collected Plays of Josephine Preston Peabody
The Collected Plays of Josephine Preston Peabody – zbiorowa edycja dzieł dramatycznych amerykańskiej poetki i dramatopisarki Josephine Preston Peabody, opublikowana w 1927 nakładem Houghton Mifflin Company. Wstęp do edycji napisał George P. Baker. Zbiór zawiera sztuki Fortune and Men’s Eyes, Marlowe, The Wings, The Piper, The Wolf of Gubbio i Portrait of Mrs. W.. Sztuki te są mocno osadzone w tradycji kultury angielskiej i europejskiej. Fortune and Men’s Eyes jest oparta na sonetach Williama Szekspira, Marlowe opowiada o życiu dramaturga Christophera Marlowe’a, The Piper jest opracowaniem legendy o Fleciście z Hameln, The Wolf of Gubbio mówi o Wilku z Gubbio, którego oswoił św. Franciszek z Asyżu, a Portrait of Mrs. W. poświęcony został Mary Wollstonecraft.